# Willa „Banczewianka” w Milanówku
Willa „Banczewianka” w Milanówku – drewniana, zabytkowa willa w Milanówku, położona przy ul. Zacisznej 10. 
Według niektórych źródeł willa została wzniesiona ok. 1890 r., co czyni z nią najstarszą spośród drewnianych willi w Milanówku. Inne źródła jako rok budowy podają 1914 r. W 1988 została jednym z ok. 400 obiektów w Milanówku zbiorczo wpisanych do rejestru zabytków pod nr A-1319 jako zespół urbanistyczno-krajobrazowy miasta.  
Budynek pozostaje w rękach prywatnych, zaś jego wnętrza są wynajmowane m.in. na zajęcia sportowo-rekreacyjne i uroczystości rodzinne.